# Franz Boccius
Karl Franz Bernhard Boccius (* 18. November 1831 in Neustrelitz; † 20. Mai 1907 in Blankenburg, Thüringen) war ein deutscher Jurist und Geheimer Oberregierungsrat.

## Leben und Beruf
Franz Boccius, Sohn eines Kammerrates, studierte nach dem Abitur Jura u. a. in Göttingen, wo er sich im Wintersemester 1848/49 der neugegründeten Burschenschaft Hannovera anschloss. Nach Ablegung der üblichen Staatsexamina war er kurze Zeit Rechtsanwalt in Neustrelitz. Danach trat er in den Justizdienst des Großherzogtums Mecklenburg-Strelitz ein und war als Justizassessor in Schönberg tätig. Nach Errichtung der gemeinschaftlichen mecklenburgischen Steuer- und Zolldirektion 1863 in Schwerin wurde er drittes Mitglied der neuen Behörde mit dem Charakter als Steuerrat; 1871 war er Oberzollrat. Als in den Jahren nach 1871 spezielle Aufgaben aus dem Reichskanzleramt ausgegliedert und auf Reichsämter (Reichsministerien) übertragen wurden, erhielt er 1876 bei Gründung des Reichsschatzamtes in Berlin eine neue, einflussreiche Tätigkeit. Er war einer der wenigen nicht aus Preußen stammenden Beamten des höheren Dienstes, die zum Abteilungsleiter mit dem Titel Geheimer Regierungsrat aufstiegen. Auf eigenen Wunsch wurde ihm 1891 die Entlassung gewährt. 
Danach war er bis zu seinem Tod in Blankenburg/Thüringen als Rechtsanwalt tätig. 
Verdient gemacht hat er sich um den Tonkünstlerverein für Neustrelitz und Umgebung, der ihn später zum Ehrenpräsidenten ernannte.

## Ehrungen
- Preußischer Roter Adlerorden 2. Klasse mit Eichenlaub, verliehen im Mai 1888 durch Kaiser Friedrich III.
- Königlich Bayerischer Verdienstorden vom Heiligen Michael 2. Klasse
- Kaiserlich Russischer Sankt-Stanislaus-Orden 2. Klasse

## Veröffentlichungen
- F. Boccius: Zur Reform der Bierbesteuerung im Deutschen Reiche, in: Georg Hirth (Hrsg.): Annalen des Deutschen Reiches für Gesetzgebung, Verwaltung und Statistik, Verlag von G. Hirth, Leipzig, Jg. 9 (1876), S. 52–75
- F. Boccius: Bemerkungen über eine allgemeine Reichs-Biersteuer, in: Georg Horth und Max von Seidel (Hrsg.): Annalen des Deutschen Reiches für Gesetzgebung, Verwaltung und Statistik, Verlag von G. Hirth, Leipzig und München, Jg. 30 (1897), S. 109–142